# Antoine Pano
Antoine Pano, arabsky: أنطوان بانو (* 10. listopadu 1952, Bejrút), je libanonský politik a bývalý generál.
Pano je příslušníkem Syrské pravoslavné církve a členem Svobodného vlasteneckého hnutí. V libanonských parlamentních volbách v roce 2018 byl zvolen poslancem v obvodu Bejrút I, v němž je jediné poslanecké křeslo z celkem 128 v celém Libanonu vyhrazeno společně pro zástupce náboženských minorit, které tvoří syrští pravoslavní, syrští katolíci, římští katolíci, příslušníci Asyrské církve Východu, chaldejští katolíci a Koptové).